# 阪田誠盛
阪田 誠盛（さかた しげもり、1900年3月21日 - 1975年2月）は日本の実業家。陸軍将校。日本陸軍の特務機関である「松機関（阪田機関）」を組織、満州・上海・香港を舞台に数々の謀略に携わる。帝国陸軍はもとより、蔣介石率いる国民軍からも絶大な信頼を得た稀有な日本人。中国名は田誠。

## 来歴・人物
1900年3月21日、和歌山県田辺市生まれ。幼名は文吉。生家は阿部で藤原の流れをくむ、代々神官を務めた名家である。父親は阿部誠輝（しげてる）。剣の達人であった誠輝は、西南戦争で官軍将校として出征、田原坂の戦闘において武功をあげた。後に明治政府より男爵位を叙せられるが「分不相応」と返上している。誠輝の死後、母親のタツが奈良の豪商、阪田作次郎の養女となり、阪田姓を名乗るようになる。当初は、養父の家業を手伝っていたが大陸への憧れを抱き、1917年、身重の妻キミとともに中国に渡る。
1924年、北京民国大学に入学。卒業後、満鉄の関連企業である南満洲電気に入社。1930年、関東軍参謀本部に転籍する。調査班としての初仕事で『満蒙の新交通政策』と題する報告書を提出。関東軍高級参謀、板垣征四郎大佐（後に陸軍大将。極東国際軍事裁判にてA級戦犯となり絞首刑）や石原莞爾中佐（後に陸軍中将）から高い評価を得る。1931年9月、満州事変が勃発。奉天特務機関長として北支一帯に睨みを利かせていた土肥原賢二大佐（後に陸軍大将、同裁判にてA級戦犯・絞首刑）の指揮のもと満州国皇帝となる愛新覚羅溥儀の天津脱出作戦に関与する。
一旦軍を離れ「阪田組」を立ち上げるが、1937年、日中戦争勃発と同時に参謀本部へ復帰。1939年、陸軍特務機関「松機関（機関長　岡田芳政少佐）」のNo2に就任。この間、対重慶経済混乱工作を目的とした商社「誠達公司」などを起こし、大陸に53支店を設置、アヘンや偽札の流通工作などで巨万の富を築く。
1945年、中国引揚に際し、当時の日本の歳費を上回る個人資産（1,950億円）を残したまま帰国。戦後、蔣介石率いる台湾政府を支援するため海烈号事件(後述)を起こす。朝鮮戦争ではダグラス・マッカーサー軍司令官に協力して仁川上陸作戦に関与する。以後、会社経営に携わるが1975年2月死去。墓所は上野寛永寺第三霊園。

## 松機関
上海に本部が置かれた陸軍直轄の機関。現地の情報収集や阿片の中国国内での密売や「杉工作」と命名された偽札の流通工作を行う。その利益で陸軍の武器や資材調達に貢献した。里見甫率いる「里見機関」、児玉誉士夫率いる「児玉機関」とともに上海3大特務機関と呼ばれた。

## 戦後
莫大な資産を中国に残したまま帰国した阪田は、日本の共産化を阻止するべく、GHQ直轄の秘密諜報機関であるキャノン機関の日本人エージェントとなる。この機関には、阪田の他、日高、矢板、柿の木、児玉の各機関が吸収され、中国、ソ連、北朝鮮への謀略工作と国内の労働運動や左翼勢力に対する様々な謀略活動が行われた。矢板玄が設立した亜細亜産業が事務所を構えていたライカビルにも頻繁に出入りしていた。ライカビルには、児玉誉士夫、笹川良一といった右翼だけではなく、吉田茂、岸信介、佐藤栄作、白洲次郎など、復興期の日本の政治を支配した勢力も出入りしていた。1949年、密輸事件（海烈号事件）の首謀者として逮捕されるが、GHQ主導で捜査が行われ、無罪となる。近年になり、国鉄3大ミステリーの１つ「下山事件」にこの組織が関与しているという説が浮上している。

### 海烈号事件
1949年8月17日、川崎市扇町の日本鋼管大島工場の埠頭にて香港から日本に来た、中国国営の海烈号から米国製ペニシリン、ストレプトマイシン及びサッカリンを主とした、総額20万ドル相当といわれた物資を密輸しようとした事件。被疑者は中国側が8人。日本側の被疑者は6人。阪田誠盛、三上卓、板垣清、橋本武、志間忠兵衛、大窪謹男。大島工場の埠頭において、阪田が警備にあたっている第二公安警備司令部警備員に対し、便宜を図ってもらうことを目的に10万円を贈賄しようとして逮捕された。本件の捜査は、GHQで行われ、日本の司法は全く関与できないまま、全員無罪とされた。この事件について国会でも取り上げられた。